# 小顶囊螺
小顶囊螺（学名：Retusa eumicra）为凹塔螺科凹塔螺属的动物。

## 分佈
分布于澳大利亚以及中国大陆的广东等地，属于暖水性种类。其常栖息于潮下带浅水区砂质底。